# Erik Hansen
Pour les articles homonymes, voir Hansen.
Ne doit pas être confondu avec Erik Ninn-Hansen ou Erik-Oskar Hansen.
Erik Hansen, né le 28 novembre 1913 et mort le 8 septembre 2003, est un scénariste et producteur américano-danois.

## Filmographie

### Cinéma
Scénariste
- 1993 : Drôles de fantômes

Producteur
- 1993 : Drôles de fantômes

Acteur
- 1990 : Dance of the Polar Bears
- 1992 : Le Dernier Sous-marin (de)
- 1996 : Star Command
- 1997 : Péril en mer

### Télévision
Acteur
- 2007 : 2057
- 2012 : Brigade du crime

## Distinctions
Nominations
- Saturn Award :
  - Saturn Award du meilleur scénario 1994 (Drôles de fantômes)